# Astéroïde de type L

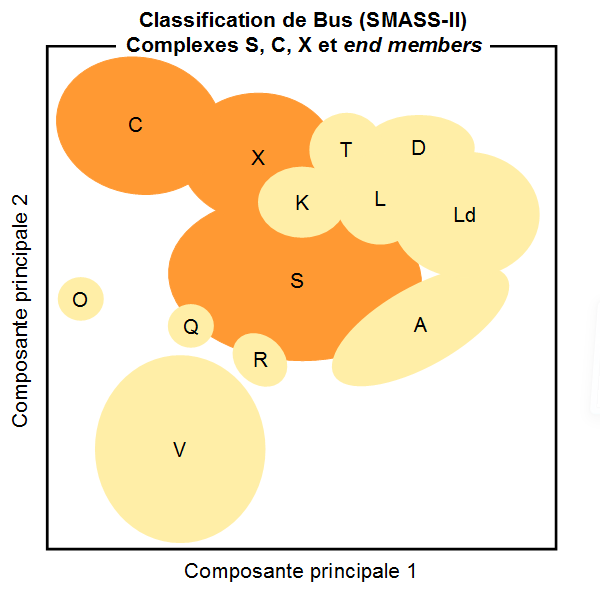
Complexes S, C et X et autres types dans l'espace des composantes 1 et 2 de la classification de Bus.

Le type L (ou classe L) est un type d'astéroïdes qui apparait dans les deux classifications spectrales de Bus (ou SMASS-II) (1999) et Bus-DeMeo (2009). C'est l'une des petites classes situées en périphérie (dans l'espace des données spectrales) des trois grands « complexes » S, C, et X. Ce type n'existe pas dans la classification de Tholen (1984).
À fin 2023, la base de données « Small-Body Database » du Jet Propulsion Laboratory compte 1666 astéroïdes pour lesquels le type SMASS-II (classification de Bus) est renseigné, dont 41 astéroïdes appartenant au type L (2,5 %),.
On peut également noter l'existence dans la classification de Bus (SMASS-II) d'un type Ld apparenté au type L. Ce type Ld a été abandonné dans la classification de Bus-DeMeo.

## Historique
Le type L a été introduit en 1999 par Schelte J. Bus dans le cadre de son travail de thèse sur les familles d'astéroïdes, basé sur les récentes données de l'enquête Small Main-Belt Asteroid Spectroscopic Survey, phase II (SMASS-II), qui l'a conduit à proposer une nouvelle classification spectrale. Des études antérieures avaient toutefois déjà relevé des spectres hors du commun parmi des astéroïdes jusqu'alors classés de type S tels que (387) Aquitania et (980) Anacostia[réf. nécessaire]. La lettre L a été choisie pour marquer une proximité avec le type K.

## Propriétés

### Description spectrale
Les astéroïdes de type L sont schématiquement caractérisés par un gradient très rouge dans le visible avec un brusque aplanissement vers 0,7 μm. Le relief dans l'infrarouge est peu marqué mais peut présenter une légère bosse vers 1,5 μm et/ou une légère absorption vers 2 μm. Comparés aux astéroïdes de type K avec lesquels ils partagent certaines similitudes, leur spectre est plus rouge dans le visible et ne présente pas de creux d'absorption significatif vers 1 μm.

## Type Ld
La classification de Bus (SMASS-II) introduit également en 1999 un type Ld avec un spectre comparable au type L mais encore plus rouge avant 0,7 μm, ce qui le rapprochait selon Bus du type D. La pertinence de ce type (par ailleurs très dispersé dans l'espace des données spectrales) semble disparaitre lorsque les spectres sont élargis dans l'infrarouge. La classification de Bus-DeMeo (2009) propose clairement son abandon, ses quelques membres étant redistribués parmi les types L et D.

## Exploration
À ce jour (2023), aucune sonde spatiale n'a survolé d'astéroïde appartenant au type L.